# Харф-аль-Мсейтра (нохія)
Харф-аль-Мсейтра (араб. ناحية حرف المسيترة‎‎) — нохія у Сирії, що входить до складу району Кардаха провінції Латакія. Адміністративний центр — м. Харф-аль-Мсейтра.
| Сирія | Це незавершена стаття з географії Сирії. Ви можете допомогти проєкту, виправивши або дописавши її. |